# 山王駅 (福井県)
山王駅（さんのうえき）は、福井県吉田郡永平寺町山王にある、えちぜん鉄道勝山永平寺線の駅である。駅番号はE17。

## 歴史
- 1914年（大正3年）2月11日：京都電燈越前電気鉄道の新福井駅 - 市荒川駅（現在の越前竹原駅）間開業に伴い[3][4]、駅開設[1][2]。
- 1942年（昭和17年）3月2日：京福電気鉄道（京福）設立に伴い[5]、同社の越前線（後の越前本線）の駅となる[4]。
- 1981年（昭和56年）8月1日：駅業務を委託化する[2]。
- 1993年（平成5年）1月11日：駅業務を廃止し、無人化（無人駅）[2]。
- 2001年（平成13年）6月24日：列車正面衝突事故が発生（京福電気鉄道越前本線列車衝突事故）[6]。これに伴う全線運行休止により休業[7][8]。
- 2003年（平成15年）
  - 2月1日：京福がえちぜん鉄道に駅施設を譲渡[8]。同社の勝山永平寺線の駅となる[2]。
  - 10月19日：永平寺口駅 - 勝山駅間の運行再開に伴い、駅業務を再開[8]。

## 駅構造
相対式ホーム2面2線を持つ地上駅で無人駅である。かつては平日6時30分 - 9時40分の間に有人駅となっていたが、2016年（平成28年）7月1日に無人化され、一度営業を再開したものの、2019年（平成31年）2月1日に再び無人駅となった。出札・改札業務のみ行い、集札・精算業務は運転士が行っていた。2021年（令和3年）の小舟渡駅付近のがけ崩れによる山王駅 - 勝山駅間の代行バス運行時には係員が配置されていた。
列車交換が可能で電車は右側通行で進入する。また、ホーム間は構内踏切で連絡している。
| のりば | 路線          | 方向 | 行先                            |
| ------ | ------------- | ---- | ------------------------------- |
| 駅舎側 | ■勝山永平寺線 | 上り | ふくい方面 (永平寺口・福井方面) |
| 反対側 | ■勝山永平寺線 | 下り | かつやま方面 (勝山方面)         |

## 利用状況
1日の平均乗降人員は以下のとおりである。
| 乗降人員推移 | 乗降人員推移 |
| 年度         | 1日平均人数  |
| ------------ | ------------ |
| 2011年       | 179          |
| 2012年       | 176          |
| 2013年       | 166          |
| 2014年       | 158          |
| 2015年       | 126          |
| 2016年       | 127          |
| 2017年       | 133          |
| 2018年       | 133          |

## 駅周辺
- 永平寺町コミュニティバス 山王駅前バス停留所
  - 上志比ルート 山王駅前ゆき（循環）
  - 山王駅-大学病院ルート 福井大学病院ゆき
- 福井県道255号牧福島上荒川線（勝山街道）
- E67中部縦貫自動車道（国道158号永平寺大野道路）上志比インターチェンジ
- 山王郵便局
- 永平寺町役場上志比支所（旧上志比村役場)
- 道の駅禅の里
- 永平寺町立上志比中学校
- 永平寺町立上志比小学校
- 上志比文化会館サンサンホール・永平寺町立図書館上志比館 - 越前竹原駅からも同程度の距離

## 隣の駅
えちぜん鉄道
■勝山永平寺線
□快速（上りのみ）
永平寺口駅 (E12) ← 山王駅 (E17) ← 越前竹原駅 (E18)
■普通
越前野中駅 (E16) - 山王駅 (E17) - 越前竹原駅 (E18)